# Julián Estiven Vélez
Julián Estiven Vélez (ur. 9 lutego 1982) – były kolumbijski piłkarz, reprezentant kraju.

## Kariera reprezentacyjna
W reprezentacji Kolumbii zadebiutował w 2006. W reprezentacji Kolumbii występował w latach 2006-2008. W sumie w reprezentacji wystąpił w 15 spotkaniach.

## Statystyki
| Reprezentacja Kolumbii | Reprezentacja Kolumbii | Reprezentacja Kolumbii |
| Rok                    | Mecze                  | Gole                   |
| ---------------------- | ---------------------- | ---------------------- |
| 2006                   | 4                      | 0                      |
| 2007                   | 6                      | 0                      |
| 2008                   | 5                      | 0                      |
| Razem                  | 15                     | 0                      |